# Johann Heinrich Gottlieb Streitwolf
Johann Heinrich Gottlieb Streitwolf (* 7. November 1779 in Göttingen; † 14. Februar 1837 in Göttingen) war ein deutscher Holzblasinstrumentenbauer und Komponist. Er war der Erfinder von zwei Instrumenten für die Militärmusik: Chromatisches Basshorn (1820) und Bassklarinette in Fagottform (1828).

## Leben
Nach der Schulzeit ging Gottlieb Streitwolf bis 1797 in die Lehre zu dem Stadtmusikus Johann Michael Jäger (1739–1819). Danach verdiente er sich seinen Lebensunterhalt mit Unterrichten im Fach Gitarre, spielte als Cellist im Akademischen Orchester der Universität Göttingen und komponierte.
1801 heiratete er Johanne Marie Dorothee Kayser. Sie hatten vier Kinder:
Zwei Söhne (Pastor und Organist) und zwei Töchter (Lehrerinnen). 1803 war er für das Studienfach „Schöne Künste“ an der Göttinger Universität immatrikuliert.
1809 begann er mit dem Bau von Holzblasinstrumenten. Die Werkstatt war zunächst im Elternhaus seiner Frau (einer Perückenmacherfamilie), später in der Kurzen Straße 4.
1821 musste er wegen eines Brustleidens das Mitwirken im Akademischen Orchester als Cellist aufgeben. Er widmete sich nun verstärkt dem Bau von Instrumenten. Sein Leiden verschlimmerte sich im Laufe der Jahre aber immer mehr und er starb 1837 im Alter von nur 57 Jahren.
Seine Nachfahren leben in Göttingen und in Sachsen. Zu ihnen zählt der Religionssoziologe Detlef Pollack.

## Werk

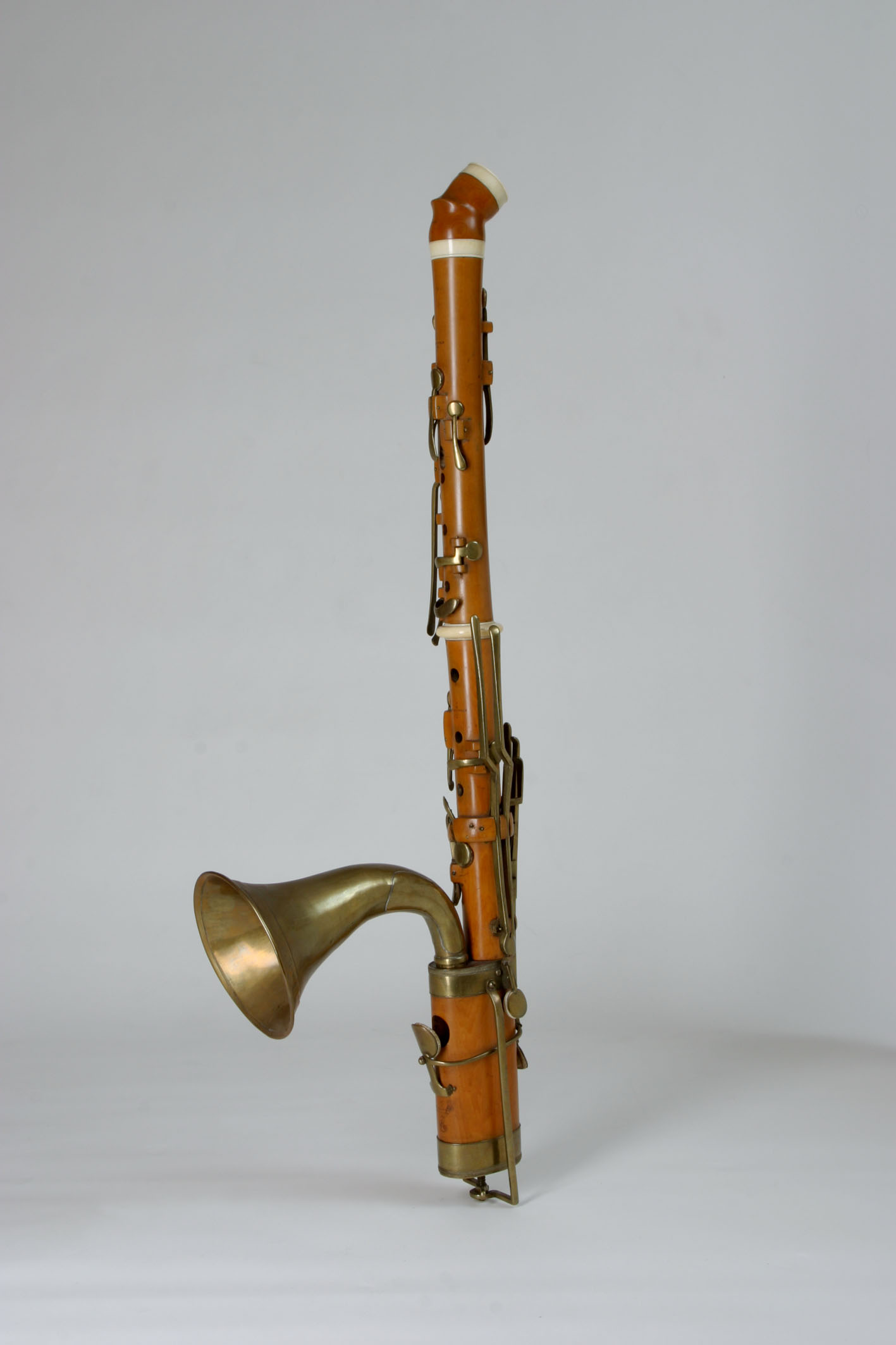
Bassetthorn in F, Musikinstrumenten-Museum Berlin

Gottlieb Streitwolf baute zunächst nur Querflöten, später aber auch alle anderen Holzblasinstrumente: Oboe, Englisch Horn, Klarinette, Fagott. Er belieferte vorrangig Militärkapellen und hatte bald erkannt, dass vor allem die Instrumente der tieferen Lage verbessert werden müssten. So erfand er 1820 das Chromatische Basshorn (baute auch ein Kontrabassetthorn) und 1828 die Bassklarinette in Fagottform. Aber auch die Klarinette bekam andere Trillerklappen, damit die Spohrkonzerte spielbar wurden.
Gottlieb Streitwolf galt als ein denkender Künstler, der ständig um Verbesserungen bemüht war. Selbst wenn er ein Spielzeug in die Hand nahm, musste er es mit seiner Betrachtung durchdringen und verbessern.
Sein Sohn (der Organist) führte die Werkstatt bis 1861 weiter. Noch heute sind weit über 50 seiner Instrumente weltweit in den verschiedensten Museen aufbewahrt.

## Kompositionen
- op. 5: 2 Trios für Flöte, Gitarre, Cello (1804)
- op. 6: 9 Lieder mit Gitarre und Flöte (Bonn, Beethovenhaus, Inv.Nr. 90423)
- op. 8: 15 Tänze für 2 Gitarren und Flöte ad. libitum (Wolfenbüttel, Herzog August Bibliothek und Zürich, Zentr.-Bibliothek)
- op. 10: 8 Lieder (Arien) zum Teil mit variierter Begleitung der Gitarre und einer willkürlichen Flöte (ca. 1808, Düsseldorf, Goethemuseum Inv.Nr. 1402)
- op. 11: 9 Lieder mit Begleitung der Gitarre und Flöte (Bonn, Beethovenhaus, Inv.Nr. 90339)
- ohne op.: 12 Lieder mit Begleitung der Gitarre und Flöte (München, Bayrische Staatsbibliothek)
- ohne op.: Gesang verschönt das Leben, arrangiert von Vincenzo Righini und Gottlieb Streitwolf (Karlsruhe, Badische Landesbibliothek)